# Северен ренесанс
Северният Ренесанс е термин, който се използва за описване на епохата на Ренесанса в Северна Европа.

## Разпространение
Разпространението на ренесансовите влияния на север от Алпите е неравномерен процес, при това далеч не всеобхватен.
1. Най-бързо и в най-чист вид ренесансовите форми в архитектурата и монументалните изкуства се приемат в Унгария благодарение на работещите там италиански художници.
2. Оттам ренесансовата форма се възприема в чешките, австрийските и полските земи и то от кралете и едрите феодали на първо място, докато обикновените потребители се придържат още дълго време към привичната готическа традиция.
3. В южните германски земи сравнително бързо се възприемат новите тенденции, които много по-бавно си проправят път на север. Има и много смесени и компромисни решения.
4. Тези процеси са типични и за Франция, където по-скоро се налага маниеризмът, а в архитектурата по-късно и много трайно – паладинизмът. Но чисто италианските образни представи, основаващи се на римските, общо взето, се отбягват.
Жан Гужон например във Фонтана на нимфите и в релефите си за Лувъра от средата на 16 век много повече се доближава до древногръцките образи.
5. В Англия се възприемат само някои ренесансови моменти едва в края на 16 век в т.нар. елизабетински стил.
6. С различно отношение към италианизма, най-ярко и всестранно Северният ренесанс се развива в нидерландските земи: на днешна Белгия – Фландрия, и на днешна Нидерландия (Северните провинции). Ранна нидерландска живопис (рядко старонидерландска живопис) е един от етапите на Северния Ренесанс, епоха в нидерландската и, в частност, фламандската живопис, обхваща в историята на европейското изкуство приблизително сто години, започвайки от втората четвърт на XV век.
7. В Испания, както и във Франция, ренесансът в архитектурата се възприема на етапи, наричани било първи и втори, било стил платереско.
Най-устойчива навсякъде е архитектурата, чийто образ се обуславя не само от традициите, но и от климата и от други дадености. Все още свързаната с нея скулптура се развива по-бавно от живописта, реагираща най-бързо на италианските новости.

## Представители
Най-известните образци на изкуството на Северния Ренесанс са представени от фламандско-холандската и немската живопис.
В Нидерландия и Фландрия това са Ян ван Ейк, Хуберт ван Ейк, Робер Кампен, Хюго ван дер Гус, Рогир ван дер Вейден, Ханс Мемлинг. Образци от по-късния период – творчество Йеронимус Бош и Питер Брьогел Стария.
- Ян ван Ейк-Портрет на Джовани Арнолфини и съпругата му
- Рогир ван дер Вейден, Портрет на дама, 1460 г.
- Ханс Мемлинг
- Йеронимус Бош

В Германия — Албрехт Дюрер, Матиас Грюневалд, Лукас Кранах Стари, Албрехт Алтдорфер, Ханс Холбайн Младия, Ханс Балдунг, Волф Хубер и т.н. (Виж също Дунавска школа по живопис)
В Швейцария — Ханс Холбайн Младия (Базелски период, 1515 – 1532), Никлаус Мануел Дейч, Ханс Леу Младши, Ханс Фриз и Урс Граф.
Във Франция — Жан Фуке, Жан Клуе, Франсоа Клуе, Жан Гужон, ранния Рогир ван дер Вейден.
- Жан Фуке
- Франсоа I от Жан Клуе

Във Великобритания — Уилям Шекспир, със знаменитите си сонети, трагедии и комедии.
В Испания - Мигел де Сервантес, – „Хитроумният идалго Дон Кихот от Ламанча“.